# Apotoforma fustigera
Apotoforma fustigera is een vlinder uit de familie bladrollers (Tortricidae). De wetenschappelijke naam is voor het eerst geldig gepubliceerd in 1986 door Razowski.
De soort komt voor in tropisch Afrika.